# Джулія Ґревілл
Джулія Ґревілл (англ. Julia Greville, 18 лютого 1979) — австралійська плавчиня.
Призерка Олімпійських Ігор 1996 року.
Призерка Чемпіонату світу з водних видів спорту 1998 року.
Призерка Чемпіонату світу з плавання на короткій воді 1997 року.
Призерка Пантихоокеанського чемпіонату з плавання 1995 року.
Переможниця Ігор Співдружності 1998 року.